# Affari al buio: Texas
Affari al buio: Texas (Storage Wars: Texas) è uno spin off della serie Affari al buio e va  in onda su A&E dal 2014, dove i famosi acquirenti che vi partecipano cercano di aggiudicarsi il box migliore tutto ambientato in Texas. In Italia la serie è trasmessa su DMAX.

## Trama
Affari al buio: Texas segue i dealers professionisti che acquistano la merce, basandosi solo su un controllo di cinque minuti dalla porta aperta del box. L'obiettivo è quello di trasformare la merce in profitto, trovando tesori nascosti!

### Episodi
La serie è composta da 3 stagioni contenenti 78 episodi
Personaggi
Ricky e Clint 'Bubba' Smith: I Cowboys
Mary Padian: L'Artista
Moe Prigoff: Il Dottore
Victor Rjejanskji: Lo Straniero
Jenny Grumbles: La Seduttrice
Lesa Lewis: Il Boss
Kenny Stowe